# 静岡県富士山世界遺産センター
静岡県富士山世界遺産センター（しずおかけんふじさんせかいいさんセンター）は、静岡県富士宮市にある博物館。世界遺産に登録された富士山の保護・保存・整備のための拠点施設であり、学術調査機能を併せ持つ施設。

## 概要
県産ヒノキを用いた木格子からなる逆さ富士の外観が特徴であり、富士山麓の湧き水を引いた前面の水盤に映ると「正富士」のように見えるよう設計されている。水盤には鳥居が建てられており、富士山本宮浅間大社との連携を図っている。館内は北棟・西棟・展示棟から構成され、展示棟は四季の富士登山を疑似体験できる内装となっており、最上階に着くと実際の富士山を一望できる。
建築デザインはプリツカー賞受賞者である坂茂であり、テーマは「富士の水の循環と反映」である。

## 整備の経緯
2013年に「富士山-信仰の対象と芸術の源泉」は世界文化遺産に登録された。世界遺産条約第5条(e)では、「文化遺産の保護、保存、整備の分野における全国又は地域的な研修センターの設置の促進並びにこれらの分野における学術調査」を奨励しており、この条項に基づき設立された。
またユネスコ世界遺産センターに提出された「富士山包括的保存管理計画」および「静岡県行動計画」との関連性から、情報発信する拠点、富士山の適正な保護管理と活用を図る拠点としての側面も含まれる。このように学術調査機能を持つため、研究員が在籍している（県では教授・准教授は職制上「班長級」「副班長級」である）。
富士宮市に選定された理由は、近接する富士山本宮浅間大社が浅間信仰の中心地であること、建設地から他の構成資産との近さ（村山浅間神社や人穴富士講遺跡等）、また中心市街地に位置しアクセス上優れていることなどが挙げられている。
同世界遺産センターの設計者は公募後、審査を経て選ばれたが、偶然にも設計者決定後の数日後に坂茂のプリツカー賞受賞が発表された。館長（非常勤嘱託）は元文部官僚の遠山敦子で、副館長は課長級の県官僚。総事業費は約41億円である。

## 館内ギャラリー
|        |                              |          |
| ホール | ミュージアムショップ＆カフェ | 展示映像 |

## 利用案内
- 開館時間：9:00～17:00（7・8月は18:00）
- 休館日：毎月第三火曜日（休日の場合は次の平日）、施設点検日
- 観覧料：個人 300円、団体(20名以上) 200円
  - 15歳未満は無料（15歳以上であっても、中・高校生・大学生等は無料）
  - 70歳以上及び障がい者は全額免除
  - 企画展の観覧料は企画展ごとに設定

## 交通アクセス
- 電車：JR身延線富士宮駅から徒歩8分
- バス：JR新幹線新富士駅から約36分（「静岡県富士山世界遺産センター」バス停下車）
- 自家用車：新東名高速道路新富士ICから約10分、東名高速道路富士ICから約15分、道の駅朝霧高原から約35分
  - 駐車場は、富士宮市神田川観光駐車場（有料）を利用